# Krystyna Lichaczewska

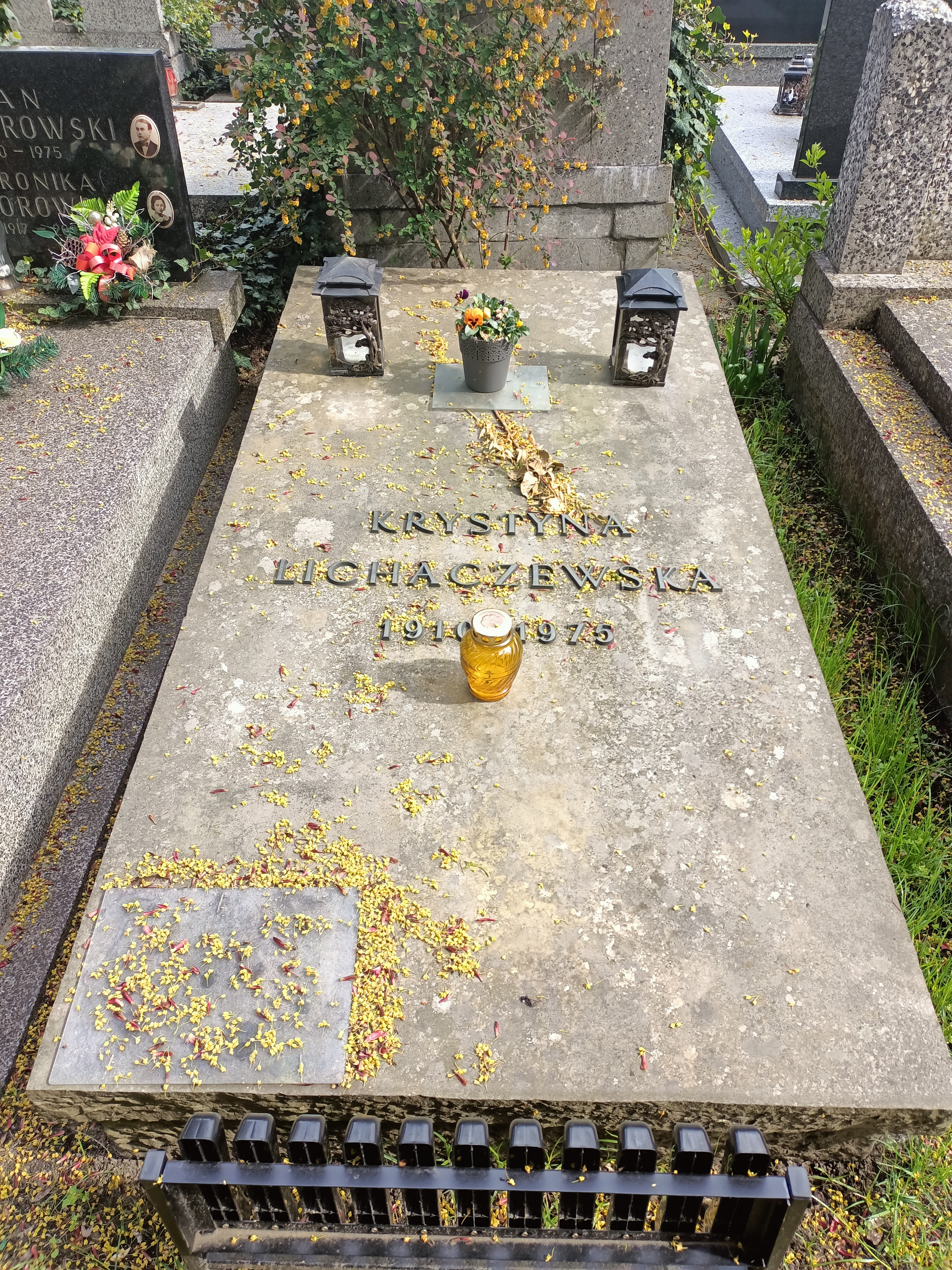
Grób Krystyny Lichaczewskiej na Cmentarzu Wojskowym na Powązkach

Krystyna Lichaczewska (ur. 2 sierpnia 1910, zm. 8 listopada 1975) – polska działaczka PPS, sekretarz Czerwonego Harcerstwa TUR.

## Życiorys
Urodziła się 2 sierpnia 1910 jako córka Józefa Oszustowskiego. 
W czasie okupacji niemieckiej kierowała m.in. ratowaniem dzieci Zamojszczyzny, współuczestniczyła w zorganizowaniu dla tych dzieci dwóch domów: w Kawęczynie pod Warszawą i w Pniewniku. W lutym 1943 została sekretarzem i skarbnikiem „Spółdzielczego Koła Opiekuńczego” przy centrali „Społem” w Warszawie. Podczas powstania warszawskiego pod ps. „Jadwiga” była Komendantką Wojskowej Służby Kobiet OW PPS. 
Po II wojnie światowej, pracowała w Powszechnej Spółdzielni Spożywców „Społem”. W 1948 została wybrana członkiem prezydium ZG ZMP. W latach 50. była dyrektorem Gabinetu Ministra Szkolnictwa Wyższego. 
Zmarła 8 listopada 1975, pochowana na cmentarzu Wojskowym na Powązkach (kwatera D33-3-11).

## Ordery i odznaczenia
- Złoty Krzyż Zasługi (dwukrotnie: 17 września 1946[10], 13 lipca 1955[3])
- Medal 10-lecia Polski Ludowej (15 stycznia 1955)[11]